# Ange Laurent de Lalive de Jully
Ange Laurent de Lalive de Jully, marchese di Removille, barone dello Châtelet, (Parigi, 2 ottobre 1725 – Parigi, 18 marzo 1779) è stato un banchiere, mecenate e disegnatore francese.

## Biografia
La Live de Jully era figlio del fermier generale Louis Denis Lalive de Bellegarde e di Marie-Josèphe Prouveur du Pont. Sua sorella minore, Sophie, divenne contessa d'Houdetot ed ebbe una breve relazione con Jean-Jacques Rousseau.
Il 30 giugno 1741 sposò Louise-Élisabeth Chambon, citata da Madame d'Épinay e nota per la sua dissolutezza. Ebbe un solo figlio il 7 giugno 1750, dato che morì nel dicembre 1752, colpita dal vaiolo.

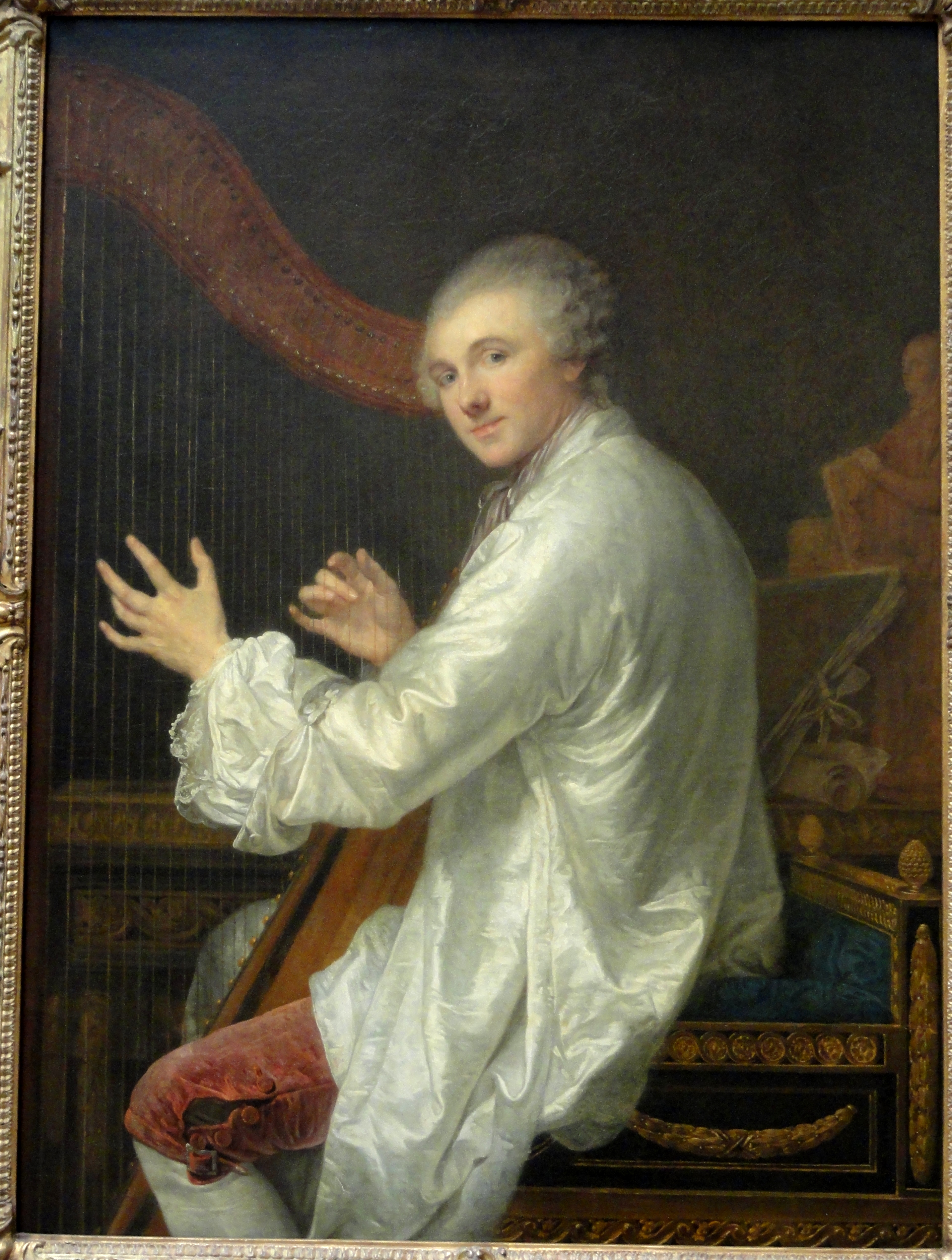
La Live de Jully ritratto da Jean-Baptiste Greuze, 1759 circa, Washington, National Gallery of Art

Il 1º agosto 1762 sposò in seconde nozze Marie-Louise Josèphe de Nettine (1742-1808), figlia del banchiere di Bruxelles Matthias de Nettine e di Barbe Stouppy, diventando così cognato di Jean-Joseph de Laborde, proprietario del castello di Méréville. Tra i suoi pezzi d'arredamento, rimane un mobiletto con sportello intarsiato con le sue iniziali.
Nel 1765 ereditò il castello di Prunoy da François Christophe de Lalive, esattore delle imposte, che acquistò quest'antica dimora nel 1721 e la fece trasformare in un grande edificio principale, con alti padiglioni quadrati simmetrici e frontone con stemma. Fece inoltre ampliare le piantagioni e prosciugare gli stagni.
Fu il padre di Louise Joséphine Angélique Lalive de Jully (1763-1831), che sposò il contrammiraglio Jean-Baptiste Joseph Hubert de Vintimille-Figanières (1740-1817) e mantenne una corrispondenza regolare con lo scrittore Joseph Joubert. Lalive de Jully morì a 53 anni, nel 1779.

### Il lascito mobiliare
Nella stampa intitolata Partie de plaisirs (collezione privata), a lui dedicata, l'incisore Pierre-Étienne Moitte ha riprodotto il dipinto che Lalive de Jully aveva commissionato a Nicolas Lancret (Museum of Fine Arts, Boston): si tratta di una copia autografa del suo Déjeuner de jambon (1735, Museo Condé, Chantilly), di dimensioni più ridotte e con alcune varianti rispetto all'originale (urna al posto della statua del satiro, tavolo di formato diverso, nessuna sedia rovesciata in primo piano).
Come la sua controparte, la Colazione con ostriche, di Jean-François de Troy (1735), commissionata anch'essa da Luigi XV nel 1734, questo dipinto fu inserito nella boiserie della sala da pranzo dei Piccoli appartamenti del Re alla Reggia di Versailles, fino al 1768; rivendicate nel 1817, senza diritto né titolo, dal futuro Luigi Filippo I, le due opere furono integrate nella sua collezione al Castello d'Eu, poi furono ritirate dalla sua vendita a Londra nel 1857, su richiesta del figlio Henri, duca di Aumale, che le acquistò.
La celebre scrivania piatta detta cartonnier di Lalive de Jully di Joseph Baumhauer (1757), con la sua decorazione cosiddetta "alla greca" è considerata uno dei prototipi del mobile in stile neoclassico francese. Sembra essere inoltre il mobile di fronte al quale è rappresentato nel ritratto di Greuze, mentre suona l'arpa seduto su una sedia abbinata con schienale basso, decorata con lo stesso motivo a ghirlanda in bronzo dorato massiccio.

## Opere
La Live de Jully è stato pure disegnatore e incisore al bulino e all'acquaforte.

Caricature
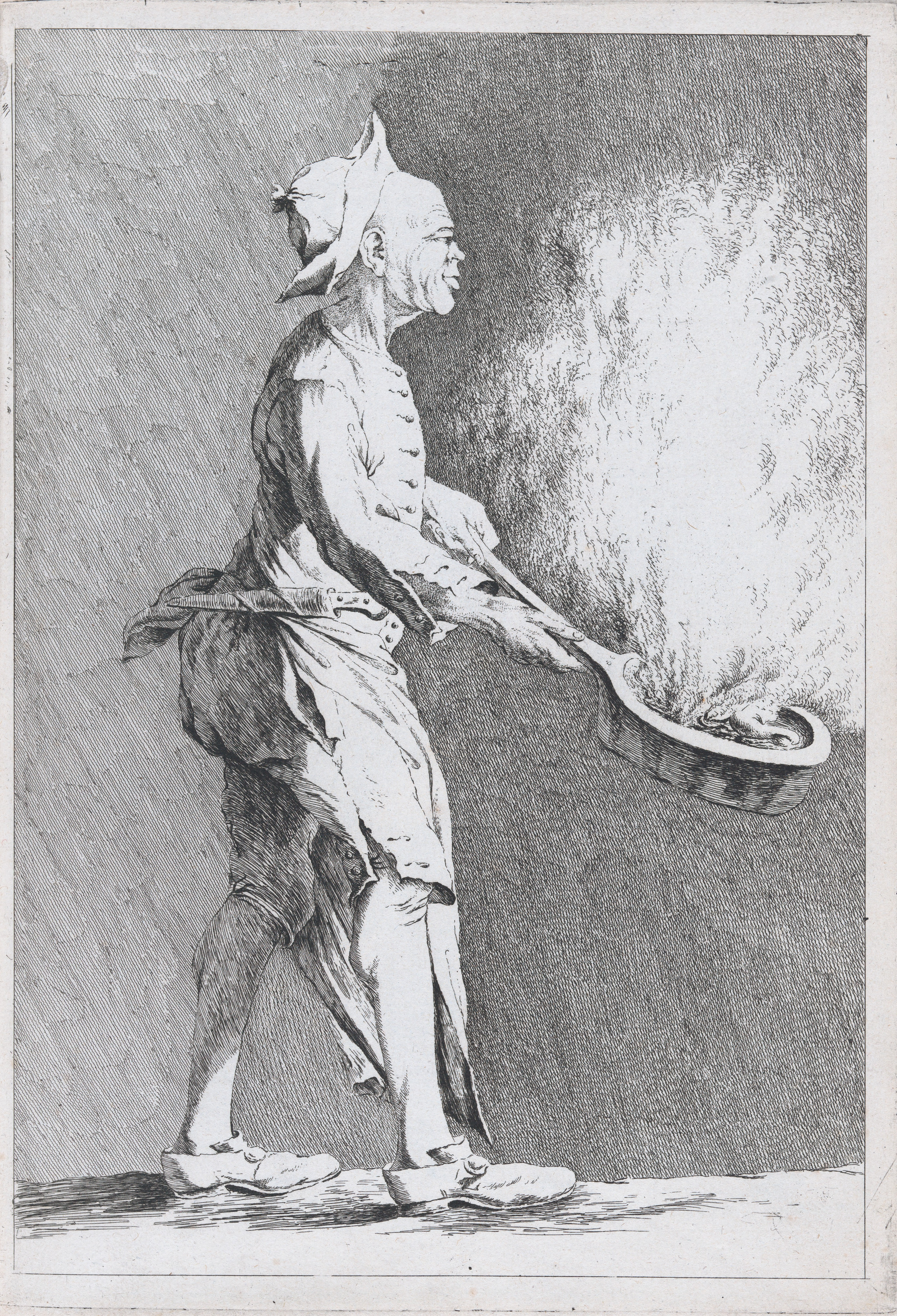
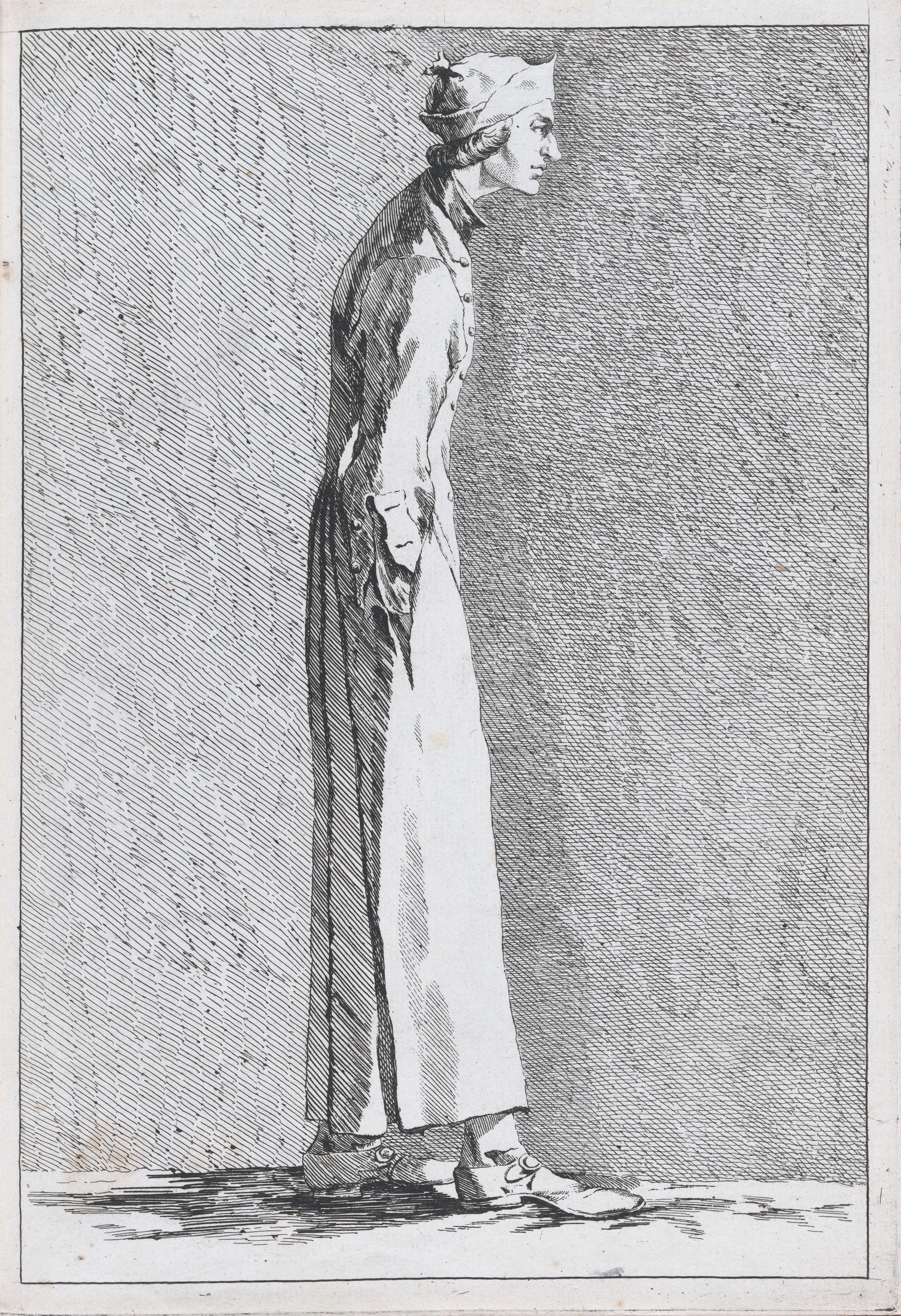
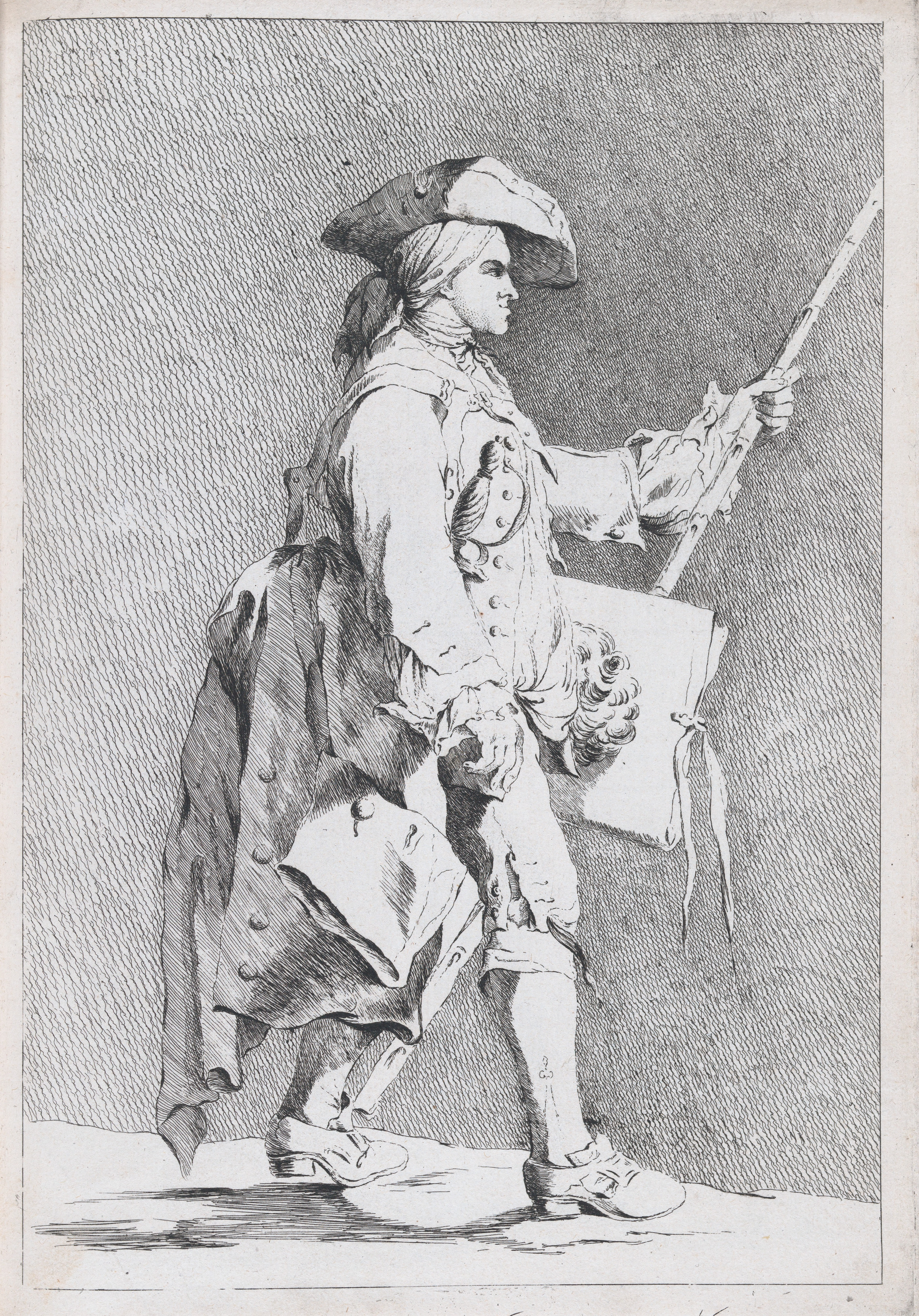
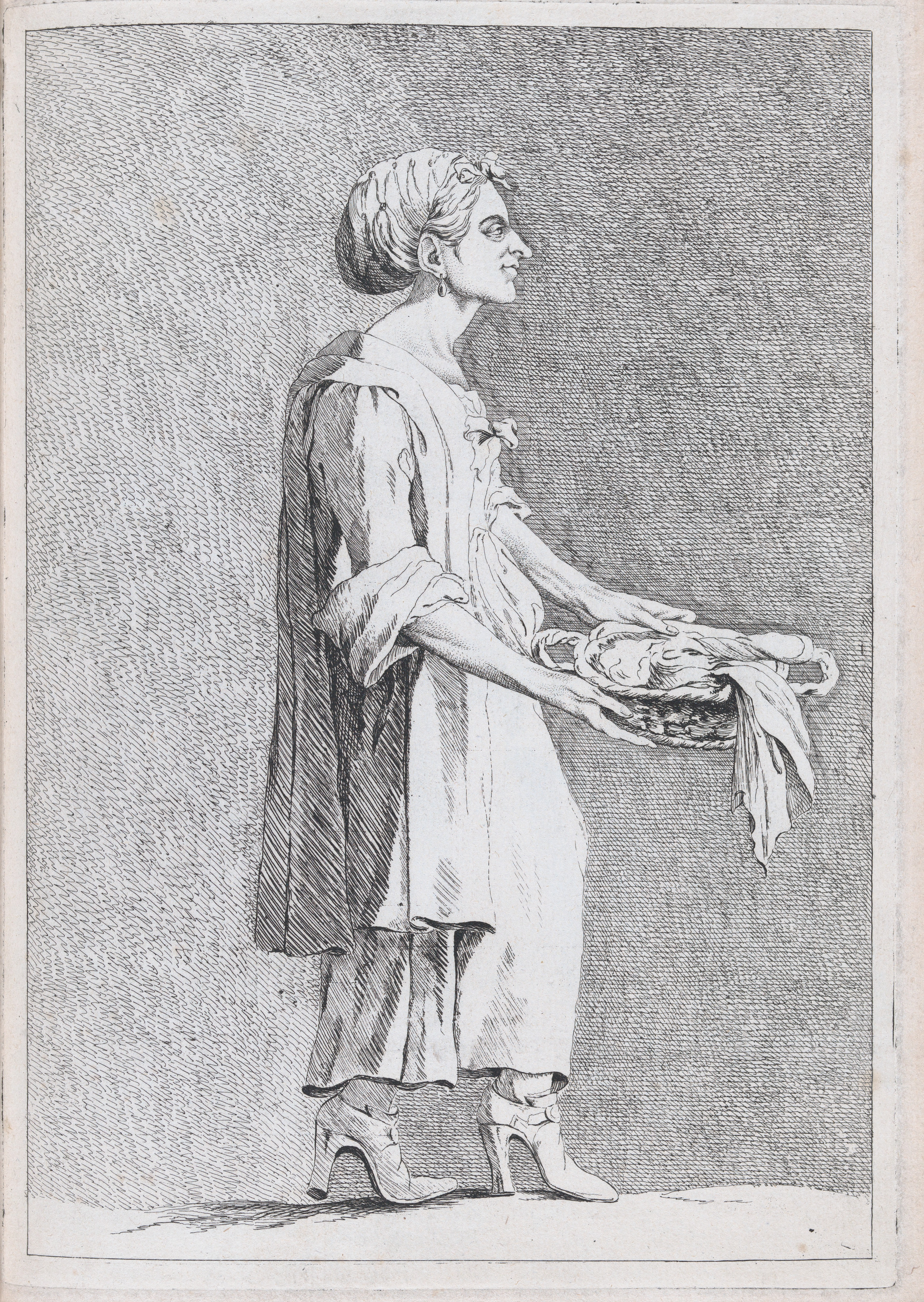
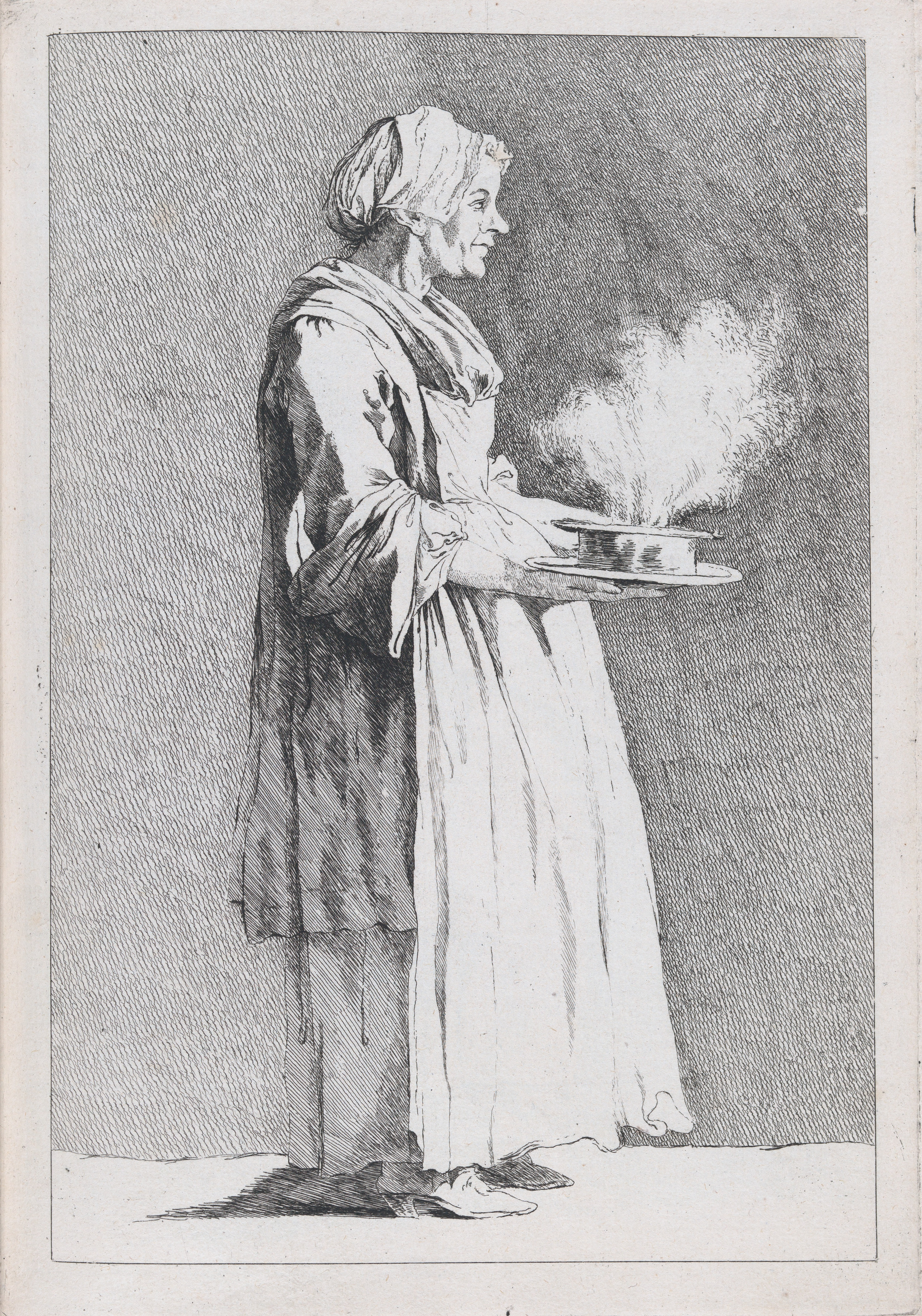

Intorno al 1770 realizzò lui stesso un catalogo della sua collezione personale, particolarmente ricca di sculture in terracotta e di opere di artisti contemporanei.